# Shirley Temple, le plus jeune monstre sacré du cinéma de son temps
Shirley Temple, le plus jeune monstre sacré du cinéma de son temps – ou Le Sphinx de Barcelone – est un tableau réalisé par le peintre espagnol Salvador Dalí en 1939. Ce carton exécuté à la gouache, au pastel et par collage est un portrait surréaliste de Shirley Temple représentée sous la forme d'une chimère rouge sur la tête de laquelle une chauve-souris mauve déploie ses ailes. Elle est conservée au musée Boijmans Van Beuningen, à Rotterdam.